# Romankî, Șîșakî
Romankî (în ucraineană Романки) este un sat în comuna Voskobiinîkî din raionul Șîșakî, regiunea Poltava, Ucraina.

## Demografie
Componența lingvistică a localității Romankî
     Ucraineană (100%)
Conform recensământului din 2001, toată populația localității Romankî era vorbitoare de ucraineană (100%).